# سفيان خياط
سفيان خياط (بالفرنسية: Sofiane Khayat)‏ هو لاعب كرة قدم فرنسي في مركز الوسط، ولد في 5 مايو 1999 في مارسيليا في فرنسا. لعب مع إي أس نانسي.

## وصلات خارجية
- سفيان خياط على موقع رابطة كرة القدم الفرنسية للمحترفين (الإنجليزية)
- سفيان خياط على موقع قاعدة بيانات كرة القدم.إي يو (الإنجليزية)
- سفيان خياط على موقع ليكيب (الفرنسية)
- سفيان خياط على موقع Soccerway.com (الإنجليزية)